# Championnats d'Europe d'escalade 2002
Navigation
Édition précédente Édition suivante
Les Championnats d'Europe d'escalade 2002 se sont tenus à Chamonix, en France, du 11 au 14 juillet 2002.
C'est lors de cette édition que la discipline du bloc a été introduit dans un Championnat d'Europe d'escalade.

## Podiums

### Hommes
| Épreuves   | Or                        | Argent                   | Bronze                           |
| ---------- | ------------------------- | ------------------------ | -------------------------------- |
| Difficulté | France Alexandre Chabot   | Tchéquie Tomáš Mrázek    | Espagne Ramón Julián Puigblanque |
| Bloc       | Italie Christian Core     | Italie Mauro Calibani    | Russie Salavat Rakhmetov         |
| Vitesse    | Ukraine Maksym Styenkovyy | Russie Sergueï Sinitsyne | Russie Alexei Gadeev             |

### Femmes
| Épreuves   | Or                    | Argent                 | Bronze                            |
| ---------- | --------------------- | ---------------------- | --------------------------------- |
| Difficulté | France Chloé Minoret  | Slovénie Martina Cufar | France Sandrine Levet             |
| Bloc       | France Sandrine Levet | France Fanny Rogeaux   | Tchéquie Vera Kotasova-Kostruhova |
| Vitesse    | Ukraine Olena Ryepko  | Ukraine Olga Zakharova | Russie Svetlana Sutkina           |